# TERMIUM Plus
TERMIUM Plus ist die Terminologiedatenbank (terminology and linguistic data bank / banque de données teminologiques et linguistiques) der Regierung von Kanada, mit etwa vier Millionen Stichwörtern in   englischer und französischer Sprache, zum Teil auch in Spanisch und Portugiesisch.

## Geschichte
Die Entwicklung von TERMIUM Plus wurde 1970 durch die Universität Montreal begonnen (der Name ist von "TERMInologie Université de Montréal" abgeleitet) und 1976 vom Übersetzungsbüro (Translation Bureau / Bureau de la traduction) der Regierung übernommen. In 1987 gab es als Pilotprojekt eine CDROM, und ab 1990 konnte man die TERMIUM-CD abonnieren. Seit 2009 ist TERMIUM Plus im WWW frei zugänglich.

## Bedeutung
TERMIUM Plus dient nicht nur dem öffentlichen Bereich Kanadas, sondern ist heute faktisch ein Lexikon mit vielen Stichwörtern und Definitionen in den beiden offiziellen Sprachen Kanadas, also Englisch und Französisch (sowie teilweise in Spanisch und Portugiesisch), und zwar in praktisch allen Bereichen der Verwaltung, des Rechtswesens, der Kunst, Wissenschaft, Technik usw. Das Ergebnis jeder Suche (auch nach Abkürzungen) bietet Definitionen, Kontextbeispiele und Angaben der Fachbereiche, zu denen der gefundene Begriff gehört. Weiter bietet TERMIUM Plus Schreibhilfen (Writing tips / Clefs du français pratique) und mehr. Der spezielle "frankokanadische" Wortschatz von Kanada kommt zum Ausdruck, z. B. "fin de semaine" für "week-end".